# Llanura del Norte de China

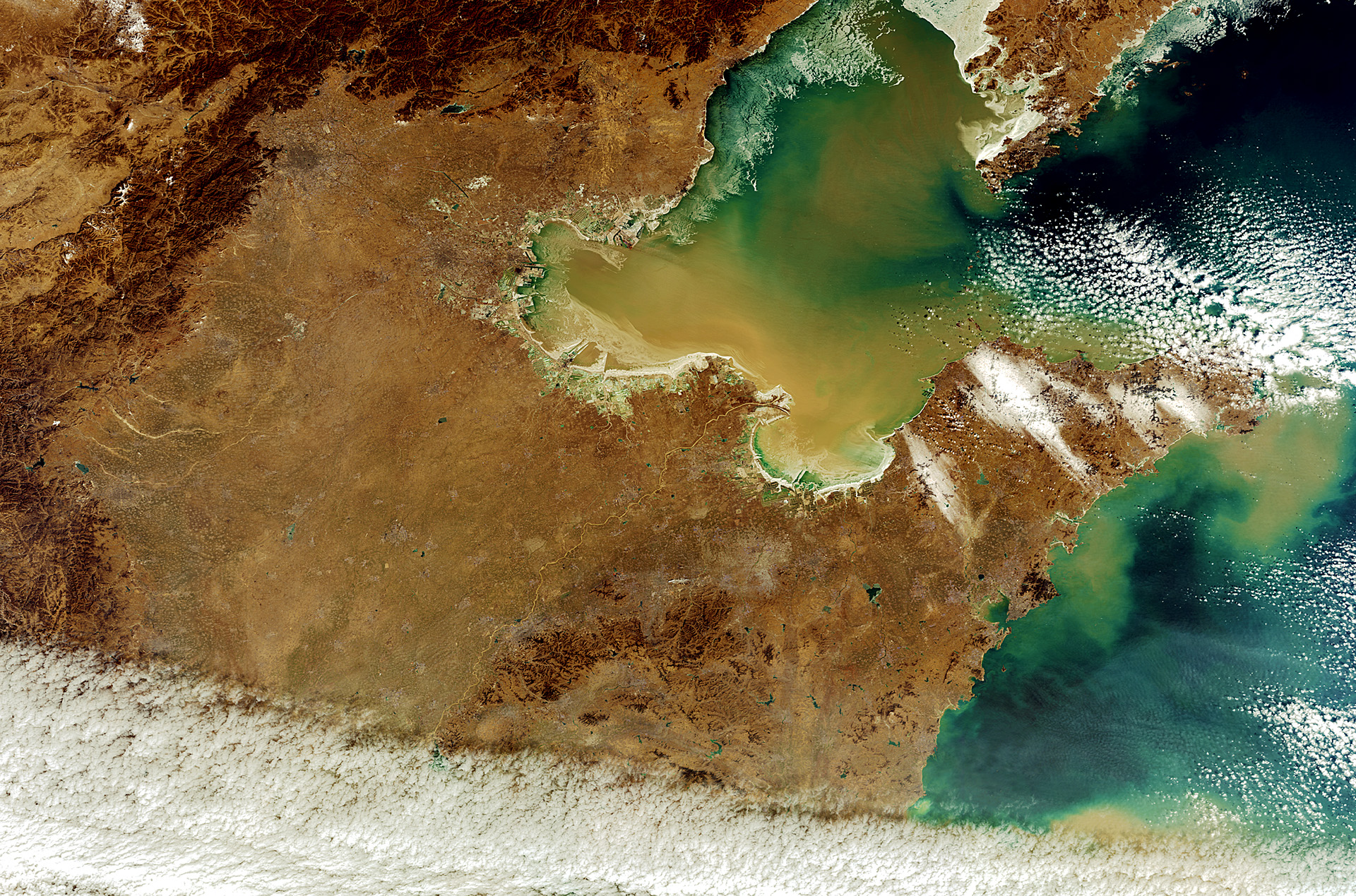
La llanura del Norte de China, rodeada al norte y al oeste por las montañas, con el mar Amarillo al este. Al noreste fluyendo a través de la llanura se ve el río Amarillo - el segundo más largo de China - antes de que desemboque en el mar de Bohai, el golfo más interno del mar Amarillo. En la parte superior izquierda de la imagen cerca de las montañas, la capital china, Pekín, parece en un círculo sombreado.

La llanura del Norte de China (en chino, 华北平原; pinyin, Huáběi Píngyuán), Llanura de China Septentrional o Llanura de Huang-Huai-Hai situada en el noreste de China, es una cuenca de gran extensión formada a finales del Paleógeno y el Neógeno y posteriormente modificada por los sedimentos de los ríos Amarillo y Huai, que llegan a tener hasta 900 metros de profundidad. Es la mayor llanura aluvial de Asia Oriental y una de las zonas más densamente pobladas del mundo. La llanura limita al norte con los montes Yanshan, al oeste con los montes Taihang, al sur con los montes Dabie y al este con el mar Amarillo y el mar de Bohai. El río Amarillo fluye a través de la llanura, antes de que sus aguas desemboquen en el mar de Bohai.
La parte de la Llanura de China Septentrional que rodea las orillas del curso medio e inferior del río Amarillo se denomina comúnmente Llanura Central (pinyin, Zhōngyuán). Esta porción de la Llanura del Norte de China formó la cuna de la civilización china, y es la región de la que surgió el pueblo chino Han.
Pekín, la capital de China, está situada en el extremo noreste de la llanura, con Tianjin, una importante ciudad industrial y puerto comercial, cerca de su costa noreste. Jinan (capital de la provincia de Shandong) y Zhengzhou (capital de la provincia de Henan) también se encuentran en la llanura, a orillas del río Amarillo. Además, las capitales de varias dinastías imperiales chinas se encontraban en la llanura, como Luoyang (que en varios momentos fue capital de la Han, Jin, Sui y Tang) y Kaifeng (capital de la Northern Song).
La presa polivalente Xiaolangdi Dam marca la ubicación del último valle del río Amarillo antes de que sus aguas desemboquen en la llanura de China Septentrional, un gran delta creado a partir del limo depositado en la desembocadura del río Amarillo durante milenios. La Llanura del Norte de China abarca gran parte de las provincias de Henan, Hebei y Shandong, así como las porciones septentrionales de Jiangsu y Anhui. Más al sur, la llanura del Norte de China se funde con el delta del Yangtsé.
La llanura del Norte de China es fértil y una de las regiones más densamente pobladas del mundo. La llanura es una de las regiones agrícolas más importantes de China y produce trigo, maíz, sorgo, mijo, cacahuete, sésamo, algodón y diversas hortalizas. Es la principal zona de producción de sorgo, mijo, maíz y algodón de China. En la parte oriental de la llanura, el yacimiento petrolífero de Shengli de Shandong es una importante base petrolífera. Debido a su suelo amarillo, el apodo de la Llanura del Norte de China es "Tierra de la tierra amarilla". La llanura ocupa una superficie de unos 409.500 km2, la mayor parte de la cual está a menos de 50 m sobre el nivel del mar.

## Geografía
Está delimitada por las montañas Yan, al norte, y por las Taihang, al oeste. Hacia el sur se une con la llanura del río Yangzi. Desde el noreste hasta el sureste, llega hasta las costas de los mares de Bohai y Amarillo. El río Amarillo fluye por la llanura hasta su desembocadura en el mar de Bohai. En el límite noroeste de la llanura se encuentra Pekín y en su costa noreste Tianjin. La mayor parte de la llanura se encuentra a menos de 50 metros de altitud.[cita requerida]

### Sectores

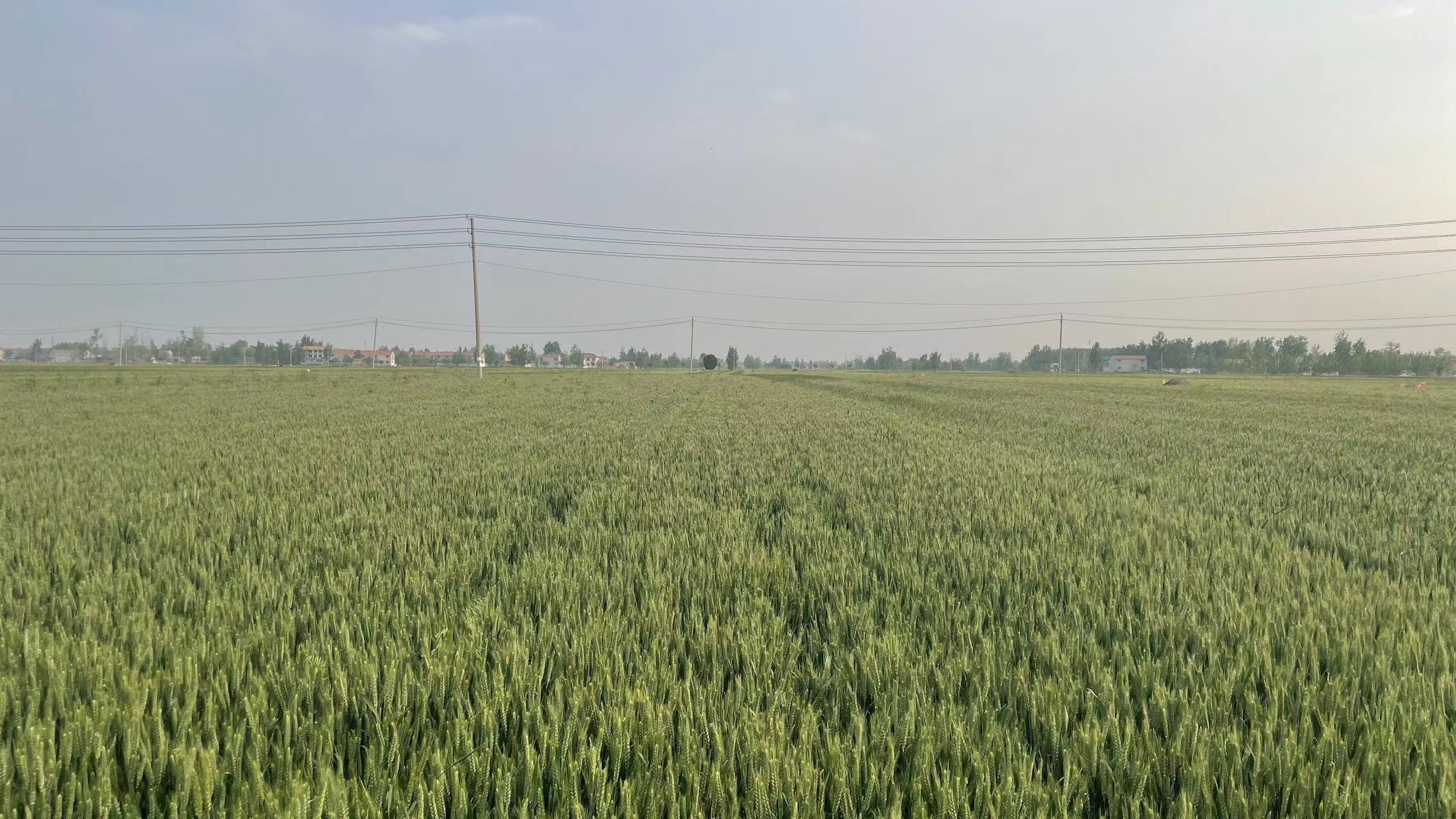
Llanura de Huangfan a principios del verano (fotografiada en Shangqiu).

Según las diferentes características regionales de la llanura del norte de China, se puede dividir en cuatro llanuras subregionales:
Las llanuras del río Luan y otros ríos que desembocan de forma independiente en el mar en el este de Hebei se encuentran principalmente a lo largo del tramo medio e inferior del río Luan y a ambos lados de sus afluentes. Incluyen aproximadamente la mayor parte y parte del área de la llanura de Tangshan. En el área de la llanura de Qinhuangdao, Qinhuangdao también tiene el río Daihe, el río Datang, el río Xinhuang y otros ríos pequeños que desembocan solos en el mar.
Llanura de Haihe, al sur de la montaña Yanshan, al norte del río Amarillo y al este de la montaña Taihang. Incluye las partes centro-sur y este de la provincia de Hebei, la parte sureste de Beijing, la mayor parte de Tianjin (excepto el área de la montaña Panshan en el norte del distrito de Jizhou) y la parte al norte del río Amarillo en el noroeste de la provincia de Shandong. Está formada por los depósitos aluviales del río Haihe y el río Amarillo, por lo que también se la llama Llanura del Mar Amarillo. Es una importante zona de producción de cereales y algodón en China. La distancia de norte a sur es de más de 500 kilómetros. Es la llamada "Llanura de las Mil Millas". Los principales cultivos son el trigo, el maíz y el algodón. Puede lograr dos cosechas de trigo y maíz en un año.
La llanura aluvial del río Amarillo está situada en el este de Henan, al norte de Anhui, entre la llanura de Haihe y la llanura de Huaibei. Está formada por los depósitos aluviales del río Amarillo. Incluye sedimentación por inundaciones y tiene mucha tierra salino-alcalina  y desertificada. Sin embargo, la temperatura promedio es alta, lo que es adecuado para el crecimiento de cultivos amantes del calor y resistentes a la arena. Los cultivos principales incluyen trigo, maíz, algodón, maní, arroz, ajo, dátiles, etc.
La Llanura de Huaibei, al norte del río Huaihe y al sur del Área de Inundación Amarilla, se formó por las inundaciones del río Amarillo y los depósitos aluviales del río Huaihe. Tiene altas temperaturas y abundantes fuentes de agua debido a las inundaciones anteriores. el río Amarillo y la deposición del cauce principal del río Huaihe, se produjeron frecuentes hambrunas en esta zona. Después de que el río Huaihe fue dragado y controlado, la llanura de Huaibei se ha convertido en una de las principales zonas productoras de arroz de China.

## Economía

### Producción agrícola
Es la zona de mayor producción de sorgo, mijo, maíz y algodón de toda la República Popular China. También se cultiva trigo, sésamo, cacahuete y tabaco. 

### Campos petroleros
Los campos petroleros de Dagang (Tianjin) y Shengli (Shangdon) son dos de las regiones productoras de petróleo más importantes de China, contribuyendo en gran medida al suministro energético y al desarrollo económico del país. Ambos campos se encuentran en las áreas costeras del este de China, con Dagang ubicado en Tianjin y Shengli en la provincia de Shandong. Estos campos petroleros desempeñan un papel crucial en la industria petrolera de China, con una historia de exploración y desarrollo que se remonta a varias décadas.
Campo Petrolero de Dagang (Tianjin)
El campo petrolero de Dagang, ubicado cerca de la ciudad de Tianjin, fue descubierto en 1961 y comenzó su producción en 1965. Es uno de los campos petroleros más antiguos y grandes del norte de China. Inicialmente, este campo fue un contribuyente significativo a la producción de petróleo crudo de China, y su desarrollo fue fundamental para satisfacer la creciente demanda nacional de energía durante la segunda mitad del siglo XX. A lo largo de los años, el campo se ha desarrollado en varias fases, utilizando tecnologías avanzadas de extracción y perforación para optimizar la producción.
A pesar de una disminución en la producción en los últimos años debido al agotamiento de los reservorios de fácil acceso, el campo de Dagang sigue siendo una parte esencial de la infraestructura energética de China. También ha visto diversificación hacia las industrias petroquímicas, con refinerías y plantas de procesamiento establecidas en sus cercanías. La proximidad del campo a Tianjin, una de las principales ciudades industriales y portuarias de China, ha incrementado su importancia estratégica para el transporte de petróleo y productos petroquímicos tanto a nivel nacional como internacional.
Campo Petrolero de Shengli (Shandong)
El campo petrolero de Shengli, ubicado en la provincia de Shandong, es uno de los más grandes de China y el segundo campo petrolero terrestre más grande del país. Fue descubierto en 1961, alrededor de la misma época que Dagang, pero comenzó su producción en 1964. El campo petrolero de Shengli es notable por su tamaño y escala, cubriendo una vasta área de aproximadamente 13,000 kilómetros cuadrados. Se encuentra en la parte noreste del delta del río Huanghe (Río Amarillo), una región rica en recursos naturales.
El desarrollo de Shengli ha seguido una trayectoria similar a la de otros grandes campos petroleros a nivel mundial, con un enfoque en métodos tanto primarios como mejorados de recuperación de petróleo. A lo largo de los años, se han empleado tecnologías como el "water flooding" (inyección de agua) y la fractura hidráulica para aumentar la producción a medida que el campo comenzó a madurar. Shengli ha sido una parte vital de los esfuerzos de China para aumentar su producción nacional de petróleo, especialmente frente al creciente consumo energético en los siglos XX y XXI. El petróleo extraído de Shengli también ha sido esencial en la producción de gasolina, diésel y otros productos refinados.
Importancia Económica y Estratégica
Tanto los campos petroleros de Dagang como de Shengli contribuyen significativamente a la seguridad energética nacional de China. Aunque China es un importante importador de petróleo, estos campos reducen su dependencia del petróleo extranjero y garantizan un suministro constante de crudo nacional. También proporcionan materias primas esenciales para la creciente industria petroquímica de China, impulsando la economía de las regiones circundantes a estos campos.

## Importancia en la historia de China

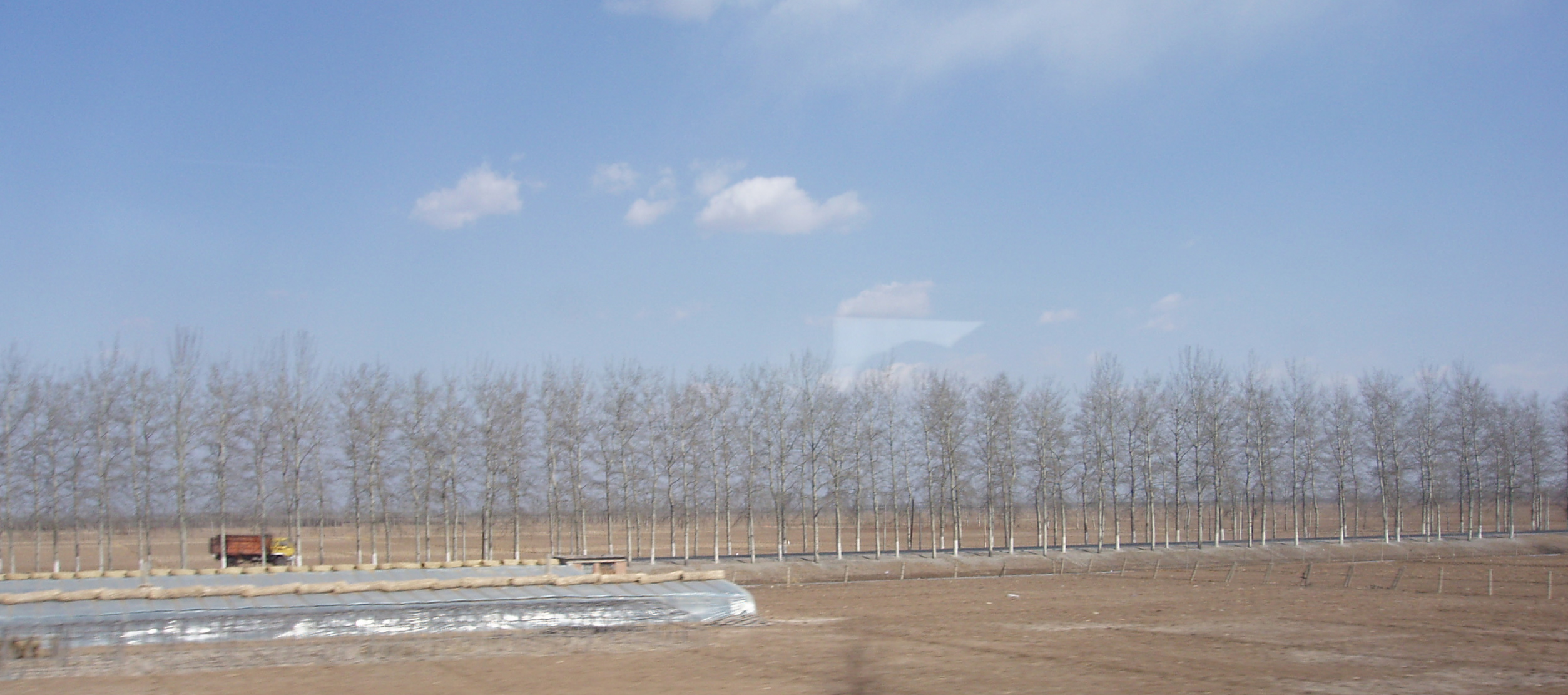
Vista de la llanura

La geografía de la llanura ha tenido profundas implicaciones culturales y políticas desde hace miles de años. Al contrario que el sur de China, esta zona no está dividida por montañas o ríos, por lo que las comunicaciones a caballo eran rápidas. Como resultado, el habla de la zona es relativamente uniforme en contraste con la plétora de dialectos del sur del país. Ya antes de la dinastía Qin, la actual Luoyang y sus áreas cercanas fueron consideradas "el centro del mundo". La sede política de la dinastía Xia se localizaba en torno a Songshan y el valle del río Yiluo.
Debido a que el fértil suelo de la llanura se une gradualmente con las estepas y los desiertos del Asia Central, sin barreras naturales entre las distintas regiones, la zona ha sido propensa a las invasiones procedentes de esa zona y también de Manchuria, lo que llevó a la construcción de la Gran Muralla China.
Aunque su suelo es fértil, el tiempo es impredecible, pues se encuentra en un punto de intersección entre los vientos húmedos del Pacífico y los secos del interior, lo cual provoca alternativamente tanto sequías como inundaciones. Estas llegan a tener desastrosas consecuencias cuando los diques de contención de los ríos sufren daños. En opinión de muchos historiadores, estos factores han fomentado el desarrollo de un estado chino centralizado con el fin de mantener abastecidos los almacenes de grano y de mantener las obras hidráulicas y las fortificaciones construidas como defensa contra los pueblos de la estepa.

## Contaminación
La investigación preliminar realizada por el Ministerio de Protección Ambiental de China en la parte norte de la Llanura del Norte de China muestra que los metales pesados en las aguas subterráneas en algunas áreas de la Llanura del Norte de China exceden los valores límites aceptados, y los principales elementos de contaminación son mercurio, cromo, cadmio, plomo, distribuidos principalmente en Tianjin, Shijiazhuang, Tangshan, provincia de Hebei y Dezhou, provincia de Shandong. 
Ciudades circundantes y empresas industriales y mineras, incluyendo específicamente la contaminación por plomo en Changping, Beijing, la contaminación por plomo y mercurio en el vertedero de residuos domésticos de Xiashigou en la ciudad de Shijiazhuang, contaminación por plomo, cromo, mercurio y cadmio en el este de Handan, Binzhou, Dezhou y Dongying en la provincia tetracloruro de carbono, tricloroetileno, etc., distribuidos principalmente en los suburbios del sur de Beijing (las posibles fuentes de contaminación incluyen, entre otras, Beijing Chemical Industry Co., Ltd. n.º 2 Plant, Coking Plant, Xijiao Airport Oil Depot), alrededor de Shijiazhuang, Xingtai y ciudades de Handan en la provincia de Hebei, área de Jinan-Dezhou oriental en la provincia de Shandong, llanura de Henan del norte en la provincia de Henan, incluida la fábrica de pesticidas de Tianjin y la planta de Tianjin Dyestuff Chemical Co., Ltd., antiguo sitio de la planta química en la ciudad de Yangjinzhuang, Condado de Jixian, Tianjin, contaminación orgánica de las aguas subterráneas alrededor de Hebei Tangshan Steel Construction Group, etc. 
La contaminación orgánica de las aguas subterráneas en el área del yacimiento petrolífero de Puyang, etc. La infiltración y recarga de aguas superficiales en la cuenca del río Haihe es una razón importante de la contaminación de las aguas subterráneas, y la descarga de fuentes de contaminación clave también es una razón importante de la contaminación de las aguas subterráneas.

## Cambio climático

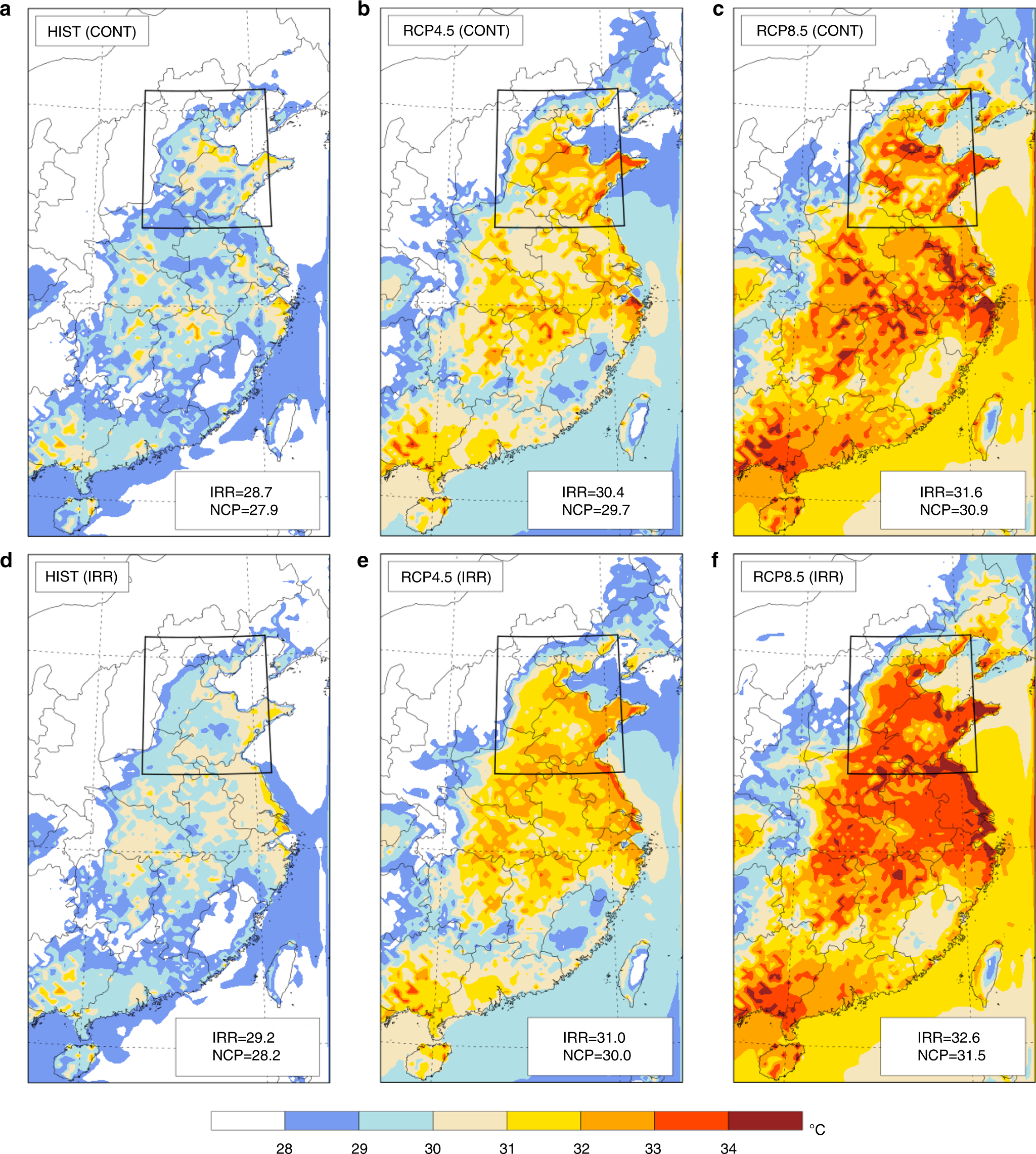
Este conjunto de mapas muestra cómo el estrés térmico veraniego sobre la Llanura del Norte de China cambiaría entre ahora y el final del siglo bajo los escenarios de cambio climático "moderado" y "intenso" (RCP4.5 y RCP8.5). También muestra cómo el riego podría exacerbar el estrés térmico en comparación con un contrafactual en el que no se lleva a cabo.

A medida que el cambio climático aumenta la temperatura promedio de la Tierra y tiene un efecto desproporcionado sobre las temperaturas extremas, también aumentará el estrés térmico en las áreas que ya son cálidas o con alta humedad. Se espera que la Llanura del Norte de China sea una de las regiones más afectadas, ya que sus extensas redes de riego generan aire inusualmente húmedo. En escenarios sin una acción agresiva para frenar el cambio climático, se proyecta que las peores olas de calor se volverán lo suficientemente severas como para causar una mortalidad masiva entre los trabajadores agrícolas que trabajen al aire libre. Bajo el escenario de cambio climático más extremo, el calentamiento alcanzado para el 2100 sería suficiente para causar estas olas de calor en la Llanura del Norte de China aproximadamente una vez por década.